# Artère ulnaire
L'artère ulnaire (ou artère cubitale dans l'ancienne nomenclature) est une artère de l'avant-bras.

## Origine
L'artère ulnaire est une branche terminale de l'artère brachiale. Elle résulte de la bifurcation au niveau du pli du coude de l'artère brachiale en artère ulnaire, interne, et artère radiale, externe.

## Trajet
L'artère ulnaire se dirige en en bas et en dedans et descend dans la partie interne de la loge antébrachiale antérieure en suivant le muscle fléchisseur ulnaire du carpe. Elle se termine dans la paume de la main contribuant aux arcades palmaires profonde et superficielle.
Dans son trajet, elle est accompagnée des veines ulnaires. Le nerf ulnaire suis l'artère dans ses deux-tiers inférieur.
Dans sa partie supérieure, l'artère ulnaire est profonde sous le muscle rond pronateur, croisant en dessous le nerf médian puis passe sous le muscle fléchisseur superficiel des doigts.
Dans sa partie inférieure, elle devient superficielle en passant devant le muscle carré pronateur et sous le fascia antébrachial.
Au niveau du poignet, elle passe en dehors du pisiforme et s'engage dans le rétinaculum des fléchisseurs en se divisant en deux branches constitutives des arcades palmaires profonde et superficielle : le rameau palmaire profond de l'artère ulnaire et le rameau carpien palmaire de l'artère ulnaire.

### Variations
L'artère ulnaire peut varier dans son origine dans environ un cas sur treize : il peut survenir environ 5 à 7 cm. sous le coude ou plus haut.
Les variations de position de ce vaisseau sont plus fréquentes que pour l'artère radiale. Lorsque son origine est normale, le cap du vaisseau est rarement modifié.
Lorsqu'elle nait plus haut que la normale, elle est presque invariablement superficielle par rapport aux muscles fléchisseurs de l'avant-bras, se situant généralement sous le fascia, plus rarement entre le fascia et le tégument.
Dans quelques cas, sa position est sous-cutanée dans la partie supérieure de l'avant-bras et sous-aponévrotique dans la partie inférieure.

## Branches
L'artère ulnaire donne naissance juste en dessous de son origine à l'artère récurrente ulnaire, puis à l'artère interosseuse commune qui part latéralement.
Au niveau du poignet, nait le rameau carpien dorsal de l'artère ulnaire.